# Yoshiko Kuga
Yoshiko Kuga (Tokyo, 21 gennaio 1931 – Tokyo, 9 giugno 2024) è stata un'attrice giapponese.

## Biografia
Figlia di un marchese, firmò un contratto con la Toho ed esordì nel 1947 nel film Yottsu no koi no monogatari.
Si sposò nel 1961 con l'attore Akihiko Hirata. Il matrimonio terminò alla morte di lui, avvenuta nel 1984.

## Filmografia parziale
- L'angelo ubriaco (Yoidore tenshi), regia di Akira Kurosawa (1948)
- Mata au hi made, regia di Tadashi Imai (1950)
- Il ritratto della signora Yuki (Yuki fujin ezu), regia di Kenji Mizoguchi (1950)
- L'idiota (Hakuchi), regia di Akira Kurosawa (1951)
- Older Brother, Younger Sister (Ani imōto), regia di Mikio Naruse (1953)
- Una donna di cui si parla (Uwasa no onna), regia di Kenji Mizoguchi (1954)
- La nuova storia del clan Taira (Shin heike monogatari), regia di Kenji Mizoguchi (1955)
- Taiyo to bara, regia di Keisuke Kinoshita (1956)
- Kiiroi karasu, regia di Heinosuke Gosho (1957)
- Fiori d'equinozio (Higanbana), regia di Yasujirō Ozu (1958)
- Buon giorno (Ohayô), regia di Yasujiro Ozu (1959)
- Racconto crudele della giovinezza (Seishun zankoku monogatari), regia di Nagisa Ōshima (1960)
- Zero Focus (Zero no shôten), regia di Yoshitarō Nomura (1961)
- L'uomo incapace (Munô no hito), regia di Naoto Takenaka (1991)